# 沖村正康
沖村 正康（おきむら まさやす、1940年7月13日 - 2012年9月4日）は、日本の彫刻家、鋳造家。
東京芸術大学大学院において高田博厚の講義を受けたことがきっかけで、卒業と同時にアトリエを引き継ぎ、以来師事する。ロストワックス法による鋳造を独学でマスターし、埼玉県三郷市で有限会社三郷工房を創立。

## 経歴
東京都生まれ、東京芸術大学大学院で高田博厚の「彫刻論」を受講。大学院修了と同時に高田が借りていた新宿区西落合のアトリエを引き継ぎ、鎌倉市稲村ガ崎に転居した高田の第一作「ガンジー立像」の制作を手伝い、以来、高田を師と仰ぐ。群馬県前橋市の書店、煥乎堂において高田を中心に「一元会」を結成し、中心メンバーとして「一元会展」を25年以上にわたり参加する。ロストワックス法による鋳造技術を独学でマスターし、埼玉県三郷市に有限会社三郷工房を創立。鋳造を生業としながら、自身の彫刻作品の制作も続ける。師事した高田博厚をはじめとして、文化勲章受章者の彫刻家、澤田政廣の作品など数々の作家の作品鋳造にかかわる。晩年の高田博厚からは、自作をブロンズにするすべてを任されていた。埼玉県東松山市立図書館や岩手県一関市迎橋など、数々の公共設置作品を残した。

## 年譜[3]
- 1940年(昭和15年)　東京都に生まれる
- 1960年(昭和35年)　東京藝術大学美術学部彫刻科入学
- 1965年(昭和40年)　東京藝術大学大学院で、高田博厚の「彫刻論」を受講する。
- 1966年(昭和41年)　東京藝術大学大学院彫刻科修了。高田から新宿区西落合のアトリエを引き継ぐ。
- 1970年(昭和45年)　群馬県前橋市の書店・煥乎堂で高田を中心に「一元会」を結成し、第一回一元会展を開催。この頃からロストワックス法に興味を持つ。
- 1973年(昭和48年)　埼玉県三郷市に有限会社三郷工房を創立。
- 1982年(昭和57年)　高田博厚とともにパリを訪れ、2週間滞在する。[4]
- 1986年(昭和61年)　埼玉県東松山市の高坂彫刻プロムナード【高田博厚彫刻群】を9年かけて納入、神奈川県熱海市立澤田政廣記念館(1987年開館)にブロンズ部門で8年に渡り参加。
- 1989年(平成元年)　福井県福井市に高田博厚全作品を2年かけて納入。秋田県立美術館に高田博厚作品を4年かけて45点納入。
- 1991年(平成3年)　長野県豊科町(現・安曇野市)の豊科近代美術館に高田博厚全作品を4年かけて納入。
- 1997年(平成9年)　ギャラリーたんぽぽ(千葉県野田市)で個展開催
- 1998年(平成10年)　難病を患っていた妻とともにギリシャ・フランスを訪れる。高田博厚がフランスに残してきた「裸婦像」と「レオン・ドゥーベル像」の型をとる約束を取り付ける[5]。
- 2002年(平成14年)　シロタ画廊(東京都中央区銀座)で個展開催
- 2003年(平成15年)　煥乎堂(群馬県前橋市)、第一画廊(岩手県盛岡市)で個展開催
- 2008年(平成20年)　新井画廊(東京都中央区銀座)で個展開催
- 2009年(平成21年)　ノイエス朝日(群馬県前橋市)、石と賢治のミュージアム(岩手県一関市)で個展開催
- 2012年(平成24年)　難病の妻を15年来介護していたが、末期癌で3ヶ月の闘病後に永眠[6]。
- 2013年(平成25年)　ギャラリー青羅(東京都中央区銀座)で遺作展を開催

## リンク
- 有限会社 三郷工房
- 有限会社 三郷工房